# Álvaro Lemos
Álvaro Lemos Collazo (Santiago di Compostela, 30 marzo 1993) è un calciatore spagnolo, difensore del Real Oviedo.

## Caratteristiche tecniche
È un Terzino destro.

## Carriera
Cresciuto nelle giovanili del Deportivo La Coruña, nel 2016 viene acquistato dal Celta Vigo dopo diverse stagioni passate nelle serie inferiori del calcio spagnolo.

## Statistiche

### Presenze e reti nei club
Statistiche aggiornate al 29 ottobre 2024.
| Stagione          | Squadra           | Campionato        | Campionato | Campionato | Coppe nazionali | Coppe nazionali | Coppe nazionali | Coppe continentali | Coppe continentali | Coppe continentali | Altre coppe | Altre coppe | Altre coppe | Totale | Totale |
| Stagione          | Squadra           | Comp              | Pres       | Reti       | Comp            | Pres            | Reti            | Comp               | Pres               | Reti               | Comp        | Pres        | Reti        | Pres   | Reti   |
| ----------------- | ----------------- | ----------------- | ---------- | ---------- | --------------- | --------------- | --------------- | ------------------ | ------------------ | ------------------ | ----------- | ----------- | ----------- | ------ | ------ |
| 2014-2015         | Compostela        | SDB               | 16         | 1          | CR              | 0               | 0               | -                  | -                  | -                  | -           | -           | -           | 16     | 1      |
| 2015-2016         | Lugo              | SD                | 22         | 0          | CR              | 1               | 0               | -                  | -                  | -                  | -           | -           | -           | 23     | 0      |
| 2016-2017         | Celta Vigo        | PD                | 5          | 1          | CR              | 1               | 0               | UEL                | 3                  | 0                  | -           | -           | -           | 9      | 1      |
| 2017-gen. 2018    | Lens              | L1                | 6          | 0          | CF+CdL          | 1+2             | 0               | -                  | -                  | -                  | -           | -           | -           | 9      | 0      |
| gen.-giu. 2018    | Lugo              | SD                | 8          | 0          | CR              | 0               | 0               | -                  | -                  | -                  | -           | -           | -           | 8      | 0      |
| Totale Lugo       | Totale Lugo       | Totale Lugo       | 30         | 0          |                 | 1               | 0               |                    | -                  | -                  |             | -           | -           | 31     | 0      |
| 2018-2019         | Las Palmas        | SD                | 38         | 2          | CR              | 0               | 0               | -                  | -                  | -                  | -           | -           | -           | 38     | 2      |
| 2019-2020         | Las Palmas        | SD                | 18         | 0          | CR              | 0               | 0               | -                  | -                  | -                  | -           | -           | -           | 18     | 0      |
| 2020-2021         | Las Palmas        | SD                | 31         | 3          | CR              | 1               | 1               | -                  | -                  | -                  | -           | -           | -           | 32     | 4      |
| 2021-2022         | Las Palmas        | SD                | 36+2       | 1          | CR              | 0               | 0               | -                  | -                  | -                  | -           | -           | -           | 38     | 1      |
| 2022-2023         | Las Palmas        | SD                | 24         | 1          | CR              | 2               | 0               | -                  | -                  | -                  | -           | -           | -           | 26     | 1      |
| 2023-2024         | Las Palmas        | PD                | 4          | 0          | CR              | 0               | 0               | -                  | -                  | -                  | -           | -           | -           | 4      | 0      |
| Totale Las Palmas | Totale Las Palmas | Totale Las Palmas | 151+2      | 7          |                 | 3               | 1               |                    | -                  | -                  |             | -           | -           | 156    | 8      |
| 2024-2025         | Real Oviedo       | SD                | 7          | 0          | CR              | 0               | 0               | -                  | -                  | -                  | -           | -           | -           | 7      | 0      |
| Totale carriera   | Totale carriera   | Totale carriera   | 215+2      | 9          |                 | 8               | 1               |                    | 3                  | 0                  |             | -           | -           | 228    | 10     |